# Hernando Beach
Hernando Beach est une census-designated place du comté de Hernando, dans l'État de Floride, aux États-Unis,. En 2020, elle compte une population de 2 452 habitants.